# آنتون گلاسنوویچ
آنتون گلاسنوویچ (کرواتی: Anton Glasnović؛ زادهٔ ۱۸ ژانویهٔ ۱۹۸۱) تیرانداز اهل کرواسی است.
وی در مسابقات کشوری و بین‌المللی در مجموع برندهٔ ۱ مدال نقره، ۱ مدال برنز شده‌است.